# 艾哈迈德·哈利勒
艾哈迈德·哈利勒（Ahmed Khalil，1991年6月8日—），是一名阿联酋职业足球运动员，司职前锋，现效力于阿聯酋超球会艾沙比阿爾阿里。

## 俱乐部生涯
哈利勒在2007年开始代表阿尔阿赫利打成年比赛，并在2008年凭借俱乐部和国家青年队的表现被评选为年度亚洲最佳新人。2009年6月，有报道称英超球会切尔西和朴茨茅斯都有意引进他。2010年3月18日，他在和阿尔纳沙尔的比赛中上演职业生涯的第一个联赛帽子戏法，帮助球队4比2击败对手。
2011 年客场对阵Al Jazira 俱乐部，他以点球为球队赢得一分，最终结果为 5-1 落败。在接下来客场对阵迪拜的赛程中再进一球，以 2-1 落败。随后在客场对阵沙迦的比赛中又进一球，双方打成 1:1平手，最终以 2:3 的比分获胜。

## 国家队生涯
哈利勒曾入选过阿联酋各级青年队，他现在仍然是阿联酋U-20和阿联酋U-23国家队的成员。在2008年亚足联U19青年锦标赛中，年仅17岁的哈利勒打进4球，获得此次赛事的最佳射手（和永井謙佑分享）和最有价值球员（MVP）称号，帮助阿联酋国青队获得赛事冠军并获得2009年世界青年足球锦标赛的参赛资格，在世青赛上，他又打进2球，带领阿联酋杀入最后八强。2010年，在山东淄博举行的亚足联U19青年锦标赛中，哈利勒在4场比赛打进6球，位列射手榜第二名，但此次阿联酋在八强战中不敌澳大利亚，未能获得2011年世界青年足球锦标赛的参赛资格。11月，哈利勒入选阿联酋U-23国家队一起参加2010年广州亚运会名单，并在亚运会中打进3球，帮助阿联酋国奥队获得银牌。
哈利勒在2008年11月19日首次代表阿联酋出场。

## 荣誉

### 俱乐部
- 阿尔阿赫利
  - 阿联酋足球甲级联赛: 2008–09
  - 阿联酋超级杯: 2008
  - 阿联酋总统杯: 2007–08

### 国家队
- 阿联酋U-17
  - U-17海湾杯: 2006

- 阿联酋U-20
  - 亚足联U19青年锦标赛: 2008

- 阿联酋U-23
  - U-23海湾杯: 2010

### 个人
- 亚洲最佳新人: 2008
- 亚足联U19青年锦标赛最佳射手: 2008
- 亚足联U19青年锦标赛最有价值球员: 2008
- 阿联酋总统杯最佳射手: 2008
- U-23海湾杯最佳射手: 2010